# Monomma pseudosepultum
Monomma pseudosepultum es una especie de coleóptero de la familia Monommatidae. Presenta las siguientes subespecies:
- Monomma pseudosepultum pseudosepultum
- Monomma pseudosepultum rugosum
- Monomma pseudosepultum sambiranum

## Distribución geográfica
Habita en Madagascar.